# Juan Montalvo
Juan Montalvo (Ambato, 13 aprile 1832 – Parigi, 17 gennaio 1889) è stato uno scrittore e saggista ecuadoriano.

## Biografia

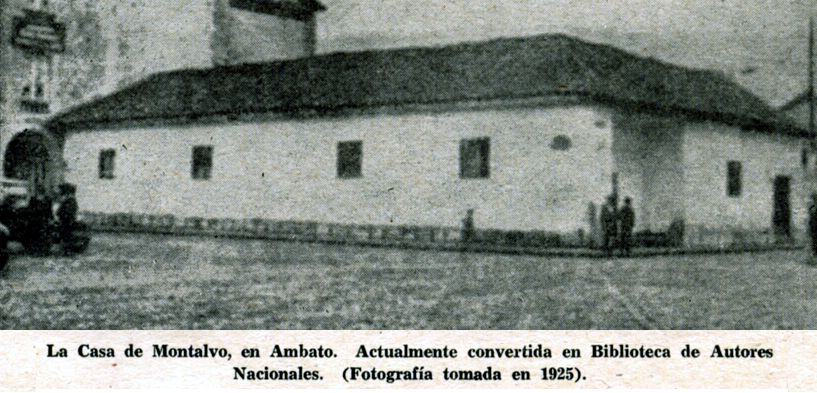
Casa natale di Montelvo ad Ambato

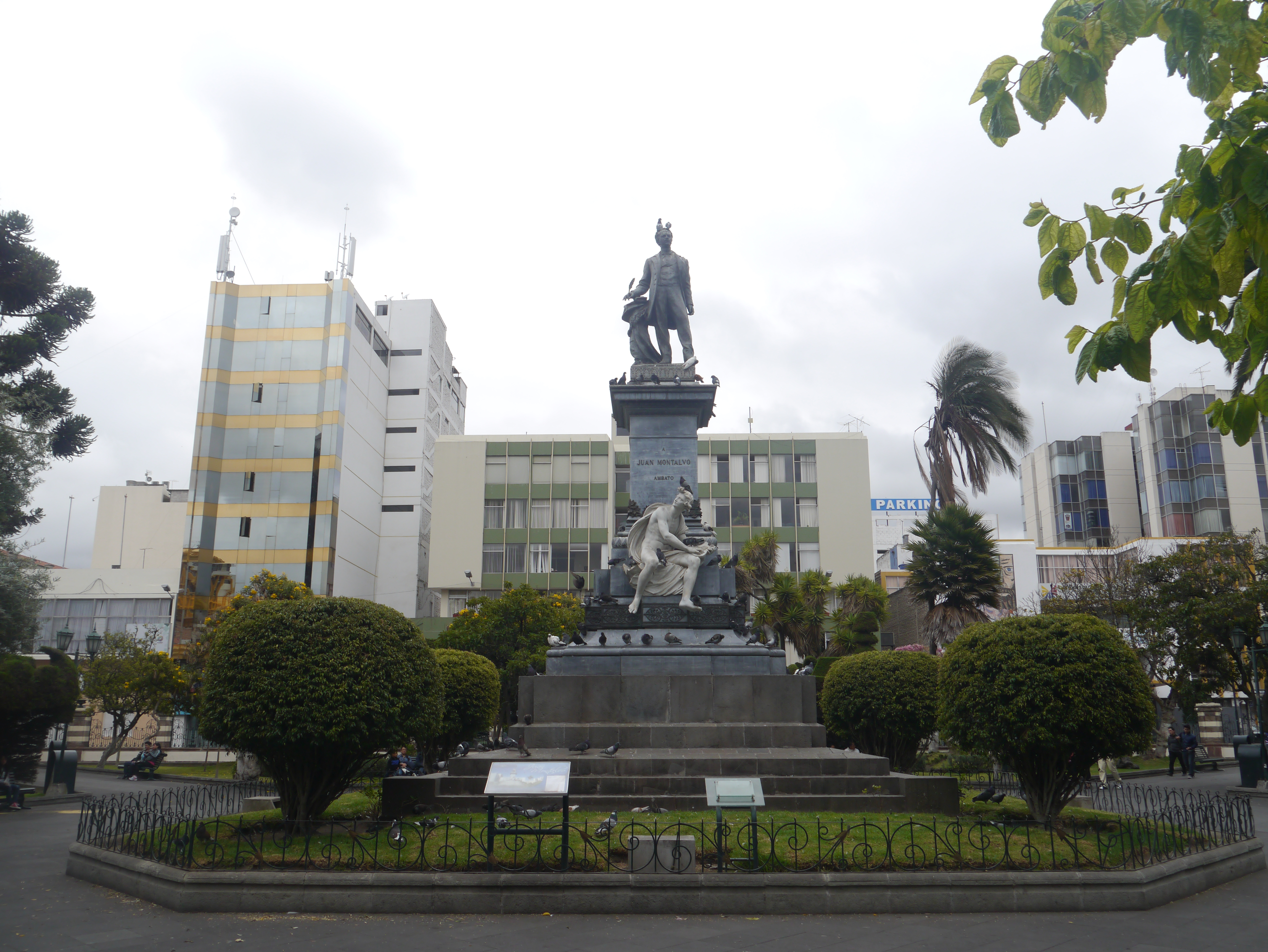
Monumento dedicato a Montalvo ad Ambato

Talento precoce, Juan Montalvo si trasferì in Europa per studiare ed educarsi alle idee liberali.
Rientrato in patria, criticò il dittatore Gabriel García Moreno, sia con articoli giornalistici sia con opere teatrali e per questi suoi ideali liberali, sopportò persecuzioni ed esilio.
Rimpatriò nel 1875, alla morte del dittatore, ma dopo pochi mesi un altro uomo forte salì al potere, Ignacio de Veintemilla, e quindi Montalvo tornò in esilio e proseguì a dedicarsi alla letteratura in Spagna e in Francia fino alla morte.
Montalvo si dimostrò un polemista brillante ma onesto e leale, idealista e difensore di ideali quali la libertà, la democrazia, la giustizia sociale, l'istruzione popolare, che erano certamente stranezze ai suoi tempi in Ecuador.
Fu uno splendido esempio di correttezza morale, di fiducia nella giustizia, ma fu soprattutto un pregevole scrittore, un modello di prosa castigliana, basato sui classici spagnoli, ma originale, perché fu più che altro un saggista e un moralista impegnato.
L'opera più caratteristica della sua vasta produzione è Los siete tratados (1882), saggi di varia umanità sul modello di Montaigne.
Postumi furono pubblicati, fra gli altri: Capítulos que se le olvidaron a Cervantes: ensayo de imitación de un libro inimitable (1895); Artículos inéditos y escogidos (1897); Geometría moral (1902); Mercurial eclesiástica (1917). Una raccolta di Ensayos, narraciones y polémicas è stata pubblicata nel 1957. Fondò l'organo liberale El Regenerador (1875), ed El Espectador (1886).
Juan Montalvo morì di tubercolosi a Parigi il 17 gennaio 1889.

## Opere
- Los siete tratados (1882);
- Capítulos que se le olvidaron a Cervantes: ensayo de imitación de un libro inimitable (1895);
- Artículos inéditos y escogidos (1897);
- Geometría moral (1902);
- Mercurial eclesiástica (1917).
- Ensayos, narraciones y polémicas (1957).